# Monte Ciabergia
Il monte Ciabergia è una montagna delle Alpi Cozie alta 1.179 m s.l.m.; si trova al confine tra valle di Susa e val Sangone, in comune di Valgioie (TO).

Con il vicino monte Pirchiriano e l'antistante Musinè segna visivamente lo sbocco della valle di Susa sulla pianura padana.

## Descrizione

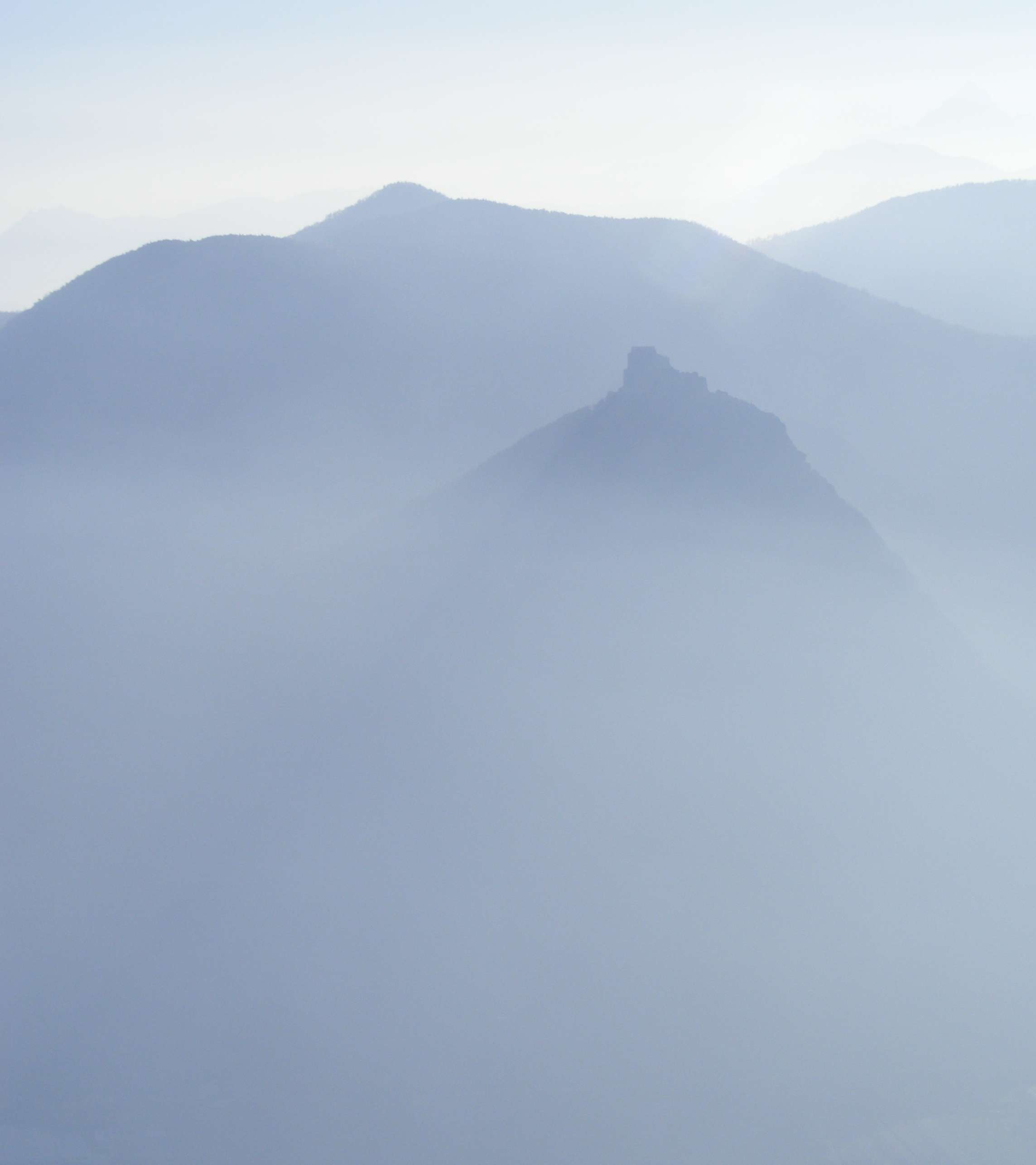
Il Ciabergia con, in primo piano, il monte Pirchiriano

Si tratta di un'arrotondata elevazione boscosa che dà origine verso nord, oltre che ad un paio di rilievi minori (Truc Restlin 1110 m e Cima Castiglione 1098 m), al costolone che dopo il colle della Croce nera (861 m) risale a formare il monte Pirchiriano.
La cresta sud-est del Ciabergia fa da spartiacque tra la val Sangone e la conca dei Laghi di Avigliana, e ad essa si collega la parte meridionale dei rilievi che formano l'Anfiteatro morenico di Rivoli-Avigliana.
Verso ovest il colle Braida divide la montagna dal monte Presa Vecchia (1.292 m) e dal corpo principale della Costiera Orsiera-Rocciavrè. Sulla cima della montagna è collocato anche il punto geodetico trigonometrico dell'IGM codice 055028 denominato monte Ciambergia (sic!).

## Geologia
Il monte Ciabergia è da tempo noto ai geologi per essere costituito da rocce serpentinose.

## Accesso alla cima

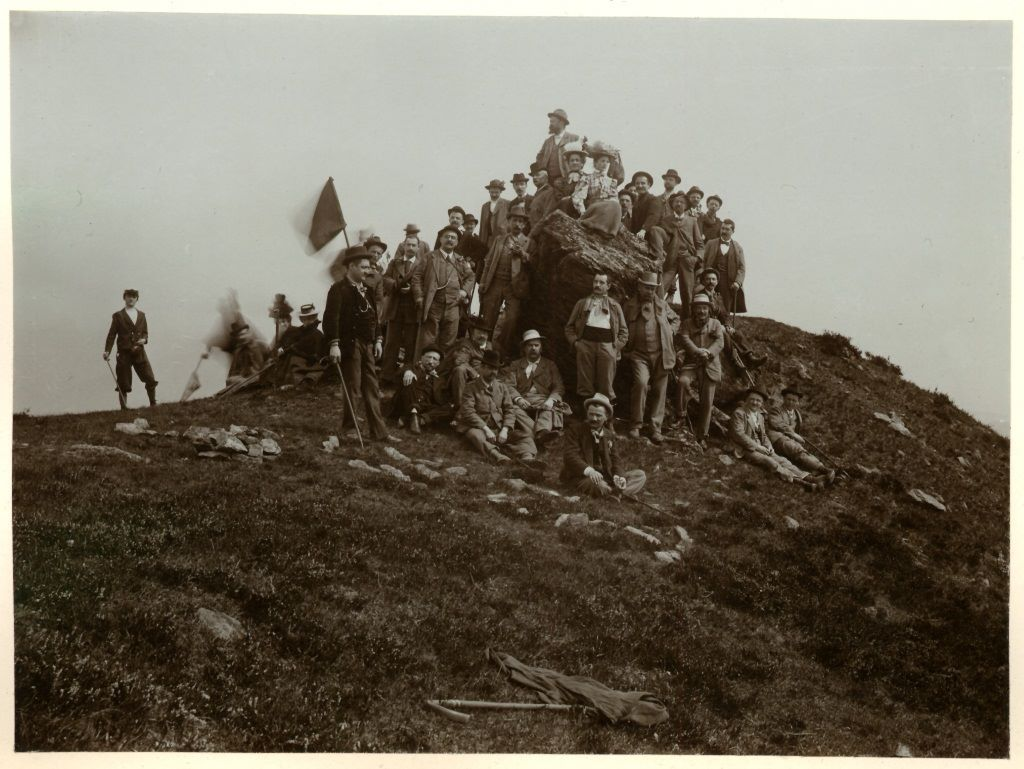
Escursionisti in vetta a inizio XX secolo (foto M.Gabinio)

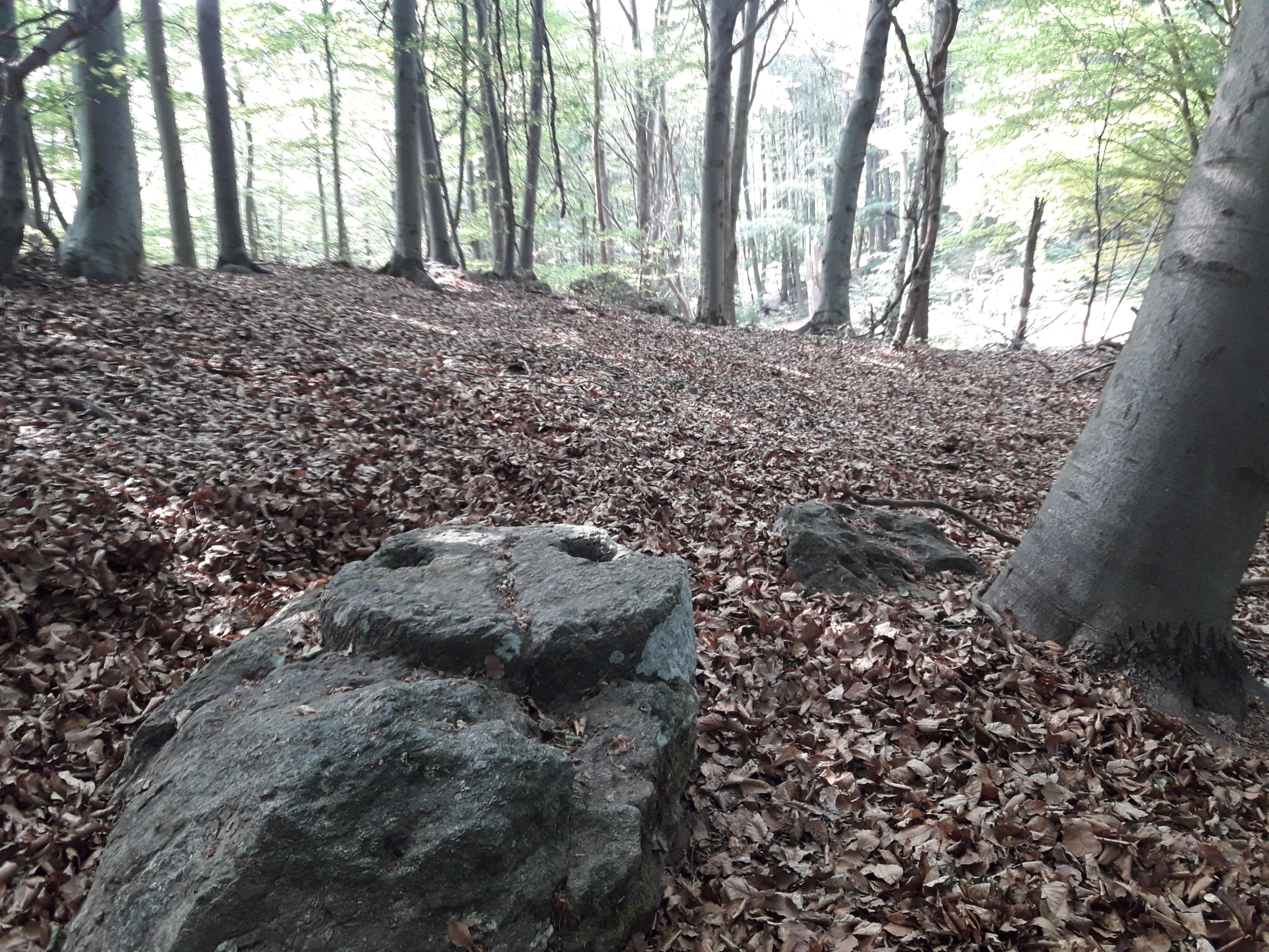
Masso con coppelle sul monte Ciabergia

La montagna è di interesse escursionistico e la via di accesso più breve è dal colle Braida (circa 0.30 ore). La si può anche raggiungere, sempre per sentiero ma con un cammino più lungo e faticoso, dalla frazione Mortera di Avigliana (1.30 ore) o dalla frazione Modoprato di Valgioie per la cresta sud-est.
Sulla salita verso la cima si trovano le indicazioni per l'Aula Didattica Micologica, sita in località Rastellino di Colle Braida.
In cima è presente una edicola votiva con una statuina della Madonna.
Sul colletto nord si segnala la presenza di un masso con coppelle.

## Cartografia
- Bassa valle Susa, Musinè, val Sangone, collina di Rivoli, scala 1:25.000, ed. Fraternali
- 17 - Torino Pinerolo e Bassa Val di Susa, scala 1:50.000, ed. IGC - Istituto Geografico Centrale